# Phataginus tetradactyla
Manis tetradactyla (Панґолін чотирипалий) — вид панголінів. Поширення: Екваторіальна Африка від Сенегалу й Гамбії до західної Уганди і на південь до південно-західної Анголи. Це найбільш деревний з африканських видів панґолінів, мешкає в тропічних вологих річкових і болотних лісах, ніколи не далеко від води. У Нігерії він спостерігався у вторинних лісах і в сільськогосподарських землях (сільськогосподарські угіддя колишніх низинних тропічних лісів).

## Поведінка і відтворення
Харчується мурашками, термітами та іншими безхребетними. Період вагітності триває близько 140 днів, після чого самиці народжують одне дитинча.

## Загрози та охорона
Знаходиться під загрозою селективного полювання на м'ясо, лікарське та культурне використання, хоча в набагато меншій мірі, ніж Manis tricuspis або Manis gigantea. Присутній на багатьох природоохоронних територіях (наприклад, заповідник Ітурі).

## Виноски
1. ↑  Станіславівський Натураліст. Архів оригіналу за 5 грудня 2013. Процитовано 7 липня 2011.
2. ↑  Don E. Wilson, DeeAnn M. Reeder Mammal species of the world: a taxonomic and geographic reference, Vol 1 - JHU Press, 2005, p. 531
3. 1 2 3  Вебсайт [Архівовано 20 липня 2011 у Wayback Machine.] МСОП